# شکلی

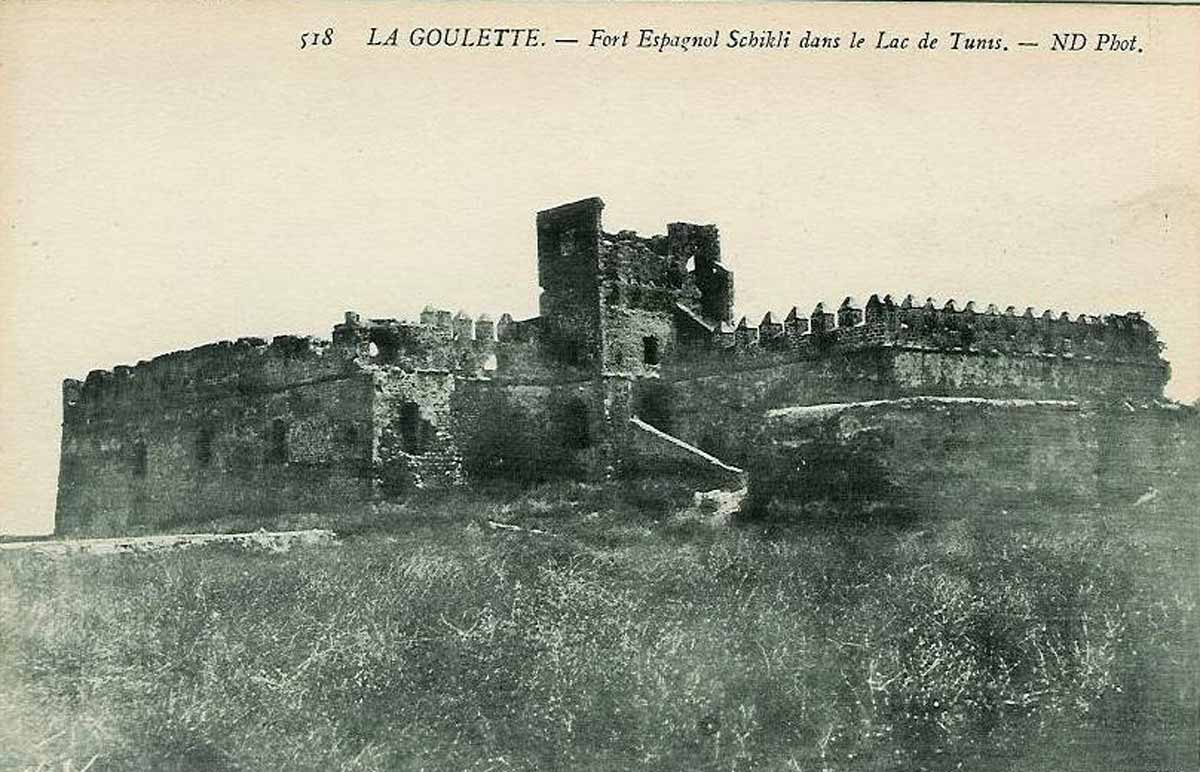
دژ شکلی در جزیره شکلی، پیرامون سال ۱۹۰۰ میلادی.

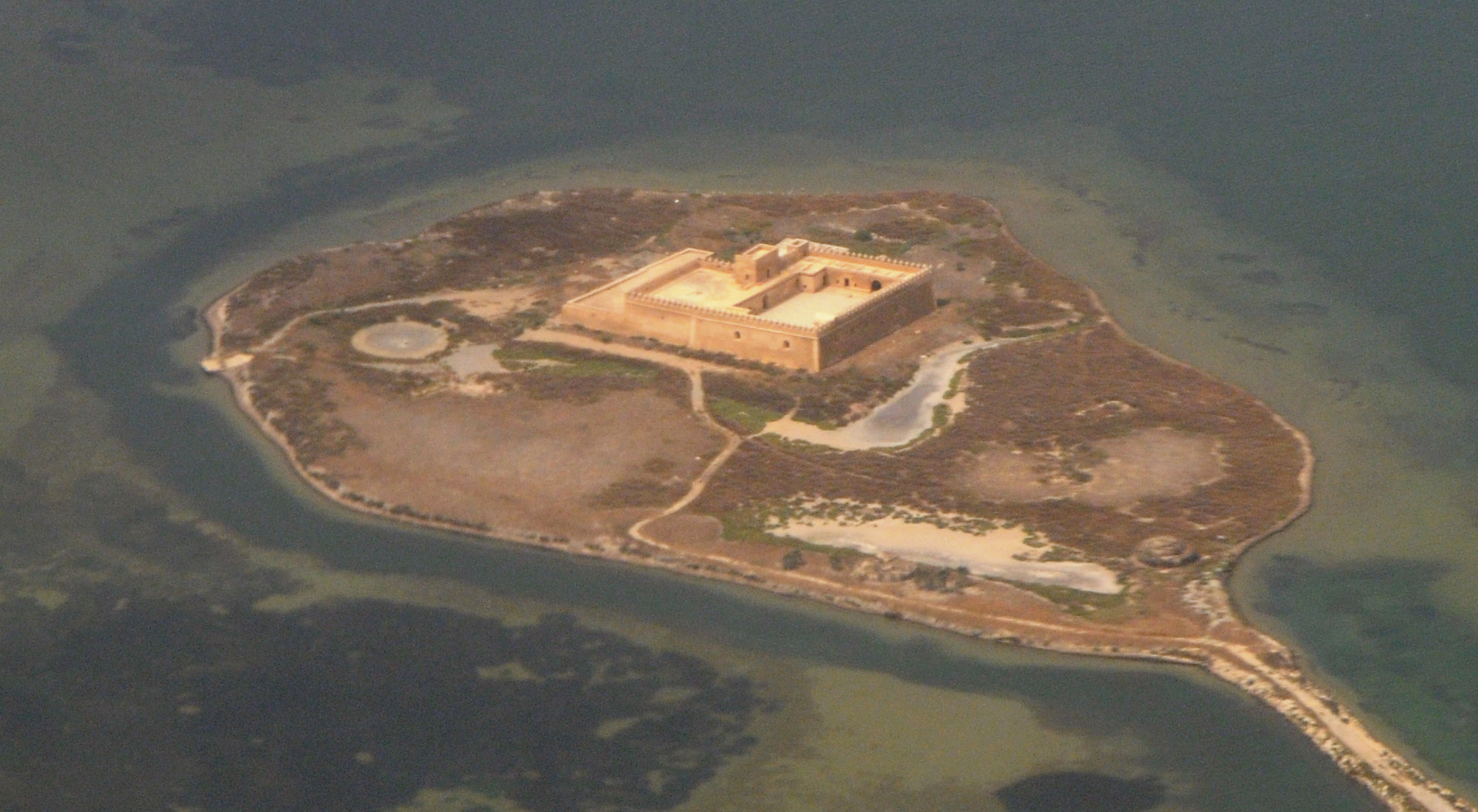

شِکلی جزیره‌ای است در دریاچه تونس در کشور تونس.
در این جزیره دژ معروفی به نام دژ شکلی (به اسپانیایی: Fuerte Santiago) وجود دارد که در روزگار اشغال تونس از سوی اسپانیا، در سدهٔ ۱۶ میلادی توسط اسپانیایی‌ها ساخته شده‌است.
این دژ با همکاری میان تونس و اسپانیا در سال ۱۹۹۴ به عنوان سالگرد سدهٔ ۲۱ بازسازی شد.